# Немечек Борис Костянтинович
Немечек Борис Костянтинович (1925—1978) — радянський художник кіно, художник-постановник. Лауреат Сталінської премії першого ступеня (1952). Заслужений художник РРФСР (1965).

## Біографічні відомості
Б. К. Немечек народився 18 травня 1925 року. У 1949 році закінчив художній факультет ВДІКу. 
У 1949—1957 роках працював на Київській кіностудії художніх фільмів, з 1958 року — на «Мосфільмі».
У 1964—1965 роках читав курс лекцій «Робота з художником» на Вищих курсах сценаристів і режисерів.
Б. К. Немечек помер 22 лютого 1978 року. Похований в Москві на Ваганьковському кладовищі.

## Фільмографія
- 1951 — Тарас Шевченко (з Л. О. Шенгелія)
- 1954 — «Командир корабля»
- 1954 — «Лимерівна» (фільм-спектакль)
- 1955 — «Багаття безсмертя»
- 1956 — «Над Черемошем» (з В. Мігулько); «Безвісти зниклий»
- 1959 — «Балада про солдата»
- 1961 — «Чисте небо»
- 1962 — «49 днів»; «Біля твого порогу» (обидва з А. М. Вайсфельдом)
- 1963 — «Уперте дівчисько» (короткометражний)
- 1964 — «Жили-були старий зі старою»
- 1966 — «Бережись автомобіля»
- 1967 — «Перший кур'єр» (з Н. Нанєвим)
- 1969 — «Адам і Хева»
- 1970 — «Легенда в'язниці Павіак»
- 1971 — «Джентльмени удачі»
- 1973 — «Зовсім безнадійний»
- 1974 — «Небо зі мною»
- 1975 — «Афоня»
- 1977 — «Міміно» (з Е. К. Немечек)
- 1978 — «Здається квартира з дитиною»
- 1978 — «Любов моя, печаль моя»